# Pickardinella setigera
Genre
Espèce
Synonymes
- Leucauge setigera F. O. Pickard-Cambridge, 1903

Pickardinella setigera, unique représentant du genre Pickardinella, est une espèce d'araignées aranéomorphes de la famille des Tetragnathidae.

## Distribution
Cette espèce est endémique du Tabasco au Mexique,.

## Description
Le mâle holotype mesure 2 mm.

## Publications originales
- F. O. Pickard-Cambridge, 1903 : Arachnida - Araneida and Opiliones. Biologia Centrali-Americana, Zoology. London, vol. 2, p. 425-464 (texte intégral).
- Archer, 1951 : Studies in the orbweaving spiders (Argiopidae). 1. American Museum novitates, no 1487, p. 1-52 (texte intégral).